# Parcieux
Parcieux es una comuna francesa del departamento de Ain, en la región de Auvernia-Ródano-Alpes.

## Demografía
| 408 | 438 | 481 | 652 | 784 | 909 | 1 018 | 1 129 |
| Para los censos de 1962 a 1999 la población legal corresponde a la población sin duplicidades (Fuente: INSEE [Consultar]) |     |     |     |     |     |       |       |

Pertenece a la aglomeración urbana de Lyon.